# تشانغ ويلي
تشانغ ويلى (مواليد 13 أغسطس 1989 م) هي لاعبة فنون قتالية مختلطة صينية تعمل حالياً في بطولة القتال النهائي وهي حالياً المصنفة الأولى في وزن القشة.